# Kortney Hause
Kortney Paul Duncan Hause (Redbridge, 16 luglio 1995) è un calciatore inglese, difensore svincolato.

## Carriera

### Club
Ha giocato nella prima e nella seconda divisione inglese.

### Nazionale
Ha giocato nelle nazionali giovanili inglesi Under-20 ed Under-21.

## Statistiche

### Presenze e reti nei club
Statistiche aggiornate al 17 settembre 2022.
| Stagione             | Squadra              | Campionato           | Campionato | Campionato | Coppe nazionali | Coppe nazionali | Coppe nazionali | Coppe continentali | Coppe continentali | Coppe continentali | Altre coppe | Altre coppe | Altre coppe | Totale | Totale | Totale |
| Stagione             | Squadra              | Comp                 | Pres       | Reti       | Comp            | Pres            | Reti            | Comp               | Pres               | Reti               | Comp        | Pres        | Reti        | Pres   | Reti   |        |
| -------------------- | -------------------- | -------------------- | ---------- | ---------- | --------------- | --------------- | --------------- | ------------------ | ------------------ | ------------------ | ----------- | ----------- | ----------- | ------ | ------ | ------ |
| 2012-2013            | Wycombe              | FL2                  | 9          | 1          | FACup+CdL       | 1+0             | 0               | -                  | -                  | -                  | FLT         | 1           | 0           | 11     | 1      |        |
| 2013-gen. 2014       | Wycombe              | FL2                  | 14         | 1          | FACup+CdL       | 2+1             | 0               | -                  | -                  | -                  | FLT         | 3           | 0           | 20     | 1      |        |
| Totale Wycombe       | Totale Wycombe       | Totale Wycombe       | 23         | 3          |                 | 4               | 0               |                    | -                  | -                  |             | 4           | 0           | 31     | 2      |        |
| ago.-nov. 2014       | Gillingham           | FL1                  | 14         | 1          | FACup+CdL       | 1+2             | 0               | -                  | -                  | -                  | FLT         | -           | -           | 17     | 1      |        |
| nov. 2014-2015       | Wolverhampton        | FLC                  | 17         | 0          | FACup+CdL       | -               | -               | -                  | -                  | -                  | -           | -           | -           | 17     | 0      |        |
| 2015-2016            | Wolverhampton        | FLC                  | 25         | 0          | FACup+CdL       | 0+2             | 0               | -                  | -                  | -                  | -           | -           | -           | 27     | 0      |        |
| 2016-2017            | Wolverhampton        | FLC                  | 24         | 2          | FACup+CdL       | 3+3             | 0               | -                  | -                  | -                  | -           | -           | -           | 30     | 2      |        |
| 2017-2018            | Wolverhampton        | FLC                  | 1          | 0          | FACup+CdL       | 2+1             | 0               | -                  | -                  | -                  | -           | -           | -           | 4      | 0      |        |
| 2018-gen. 2019       | Wolverhampton        | PL                   | 0          | 0          | FACup+CdL       | 0+2             | 0               | -                  | -                  | -                  | -           | -           | -           | 2      | 0      |        |
| Totale Wolverhampton | Totale Wolverhampton | Totale Wolverhampton | 67         | 2          |                 | 13              | 0               |                    | -                  | -                  |             | -           | -           | 80     | 2      |        |
| gen.-giu. 2019       | Aston Villa          | FLC                  | 11+1       | 1          | FACup+CdL       | -               | -               | -                  | -                  | -                  | -           | -           | -           | 12     | 1      |        |
| 2019-2020            | Aston Villa          | PL                   | 18         | 1          | FACup+CdL       | 0+6             | 0               | -                  | -                  | -                  | -           | -           | -           | 24     | 1      |        |
| 2020-2021            | Aston Villa          | PL                   | 7          | 1          | FACup+CdL       | 0+3             | 0               | -                  | -                  | -                  | -           | -           | -           | 10     | 1      |        |
| 2021-2022            | Aston Villa          | PL                   | 7          | 1          | FACup+CdL       | 0+2             | 0               | -                  | -                  | -                  | -           | -           | -           | 9      | 1      |        |
| 2022-2023            | Watford              | FLC                  | 3          | 0          | FACup+CdL       | 0               | 0               | -                  | -                  | -                  | -           | -           | -           | 3      | 0      |        |
| 2023-2024            | Aston Villa          | PL                   | -          | -          | FACup+CdL       | -               | -               | UECL               | -                  | -                  | -           | -           | -           | 0      | 0      |        |
| 2024-2025            | Aston Villa          | PL                   | -          | -          | FACup+CdL       | -               | -               | UCL                | -                  | -                  | -           | -           | -           | 0      | 0      |        |
| Totale Aston Villa   | Totale Aston Villa   | Totale Aston Villa   | 43+1       | 4          |                 | 11              | 0               |                    | -                  | -                  |             | -           | -           | 55     | 4      |        |
| Totale carriera      | Totale carriera      | Totale carriera      | 150+1      | 9          |                 | 31              | 0               |                    | -                  | -                  |             | 4           | 0           | 186    | 9      |        |

## Palmarès

### Club

#### Competizioni nazionali
- Campionato inglese di seconda divisione: 1

Wolverhampton: 2017-2018